# 筋萎縮

## 定義
筋の体積が病的に減少することにより筋力低下をきたしたもの。

## 分類
筋自体の障害による筋原性と、筋を支配する神経の障害による神経原性の二つに分類される。
また、運動麻痺や長期臥床による二次的な筋委縮を廃用性筋萎縮という。

## 主な疾患
筋原性筋委縮（ミオパチー）をきたす疾患として筋ジストロフィー（英・Muscular Dystrophy：MD）、筋萎縮性側索硬化症（英・Amyotrophic Lateral Sclerosis：ALS）、脊髄性筋萎縮症（英・Spinal Muscular Atrophy：SMA）、球脊髄性筋萎縮症（英・Spinal and Bulbar Muscular Atrophy: SBMA）などがあげられる。
いずれも指定難病である。

## 引用
1. ↑  『病気がみえる vol.7 脳・神経』大日本印刷株式会社、2011年3月2日、170頁。
2. ↑  『病気がみえる vol.7 脳・神経』大日本印刷株式会社、2011年3月2日、170頁。